# Voganj
Voganj (serbisch-kyrillisch Вогањ; ungarisch Vogány) ist ein Dorf in der Opština Ruma im Okrug Srem in der serbischen Provinz Vojvodina mit etwa 1500 Einwohnern.

## Demographie
Seit dem Zweiten Weltkrieg pendelt seine Einwohnerzahl um 1500.
| Jahr      | 1948  | 1953  | 1961  | 1971  | 1981  | 1991  | 2002  | 2011  |
| --------- | ----- | ----- | ----- | ----- | ----- | ----- | ----- | ----- |
| Einwohner | 1.424 | 1.558 | 1.687 | 1.692 | 1.728 | 1.628 | 1.614 | 1.506 |

## Religion
Im Dorfzentrum steht die von 1750 bis 1756 erbaute serbisch-orthodoxe Kirche der Überführung der Reliquien des Hl. Nikolaus, die ein Kulturdenkmal von großer Bedeutung darstellt, und unter staatlichem Schutz steht.
Im nördlichen Dorfgebiet befindet sich der Dorffriedhof und die serbisch-orthodoxe Wallfahrtskapelle Hl. Paraskeva von Rom. 

## Belege
1. ↑  Република Србија, Републички завод за статистику: УПОРЕДНИ ПРЕГЛЕД БРОЈА СТАНОВНИКА: 1948, 1953, 1961, 1971, 1981, 1991, 2002. И 2011. Република Србија Републички завод за статистику, Belgrad 2014, ISBN 978-86-6161-109-4, S. 43 (serbisch, Online [PDF]).